# László Felkai
László Felkai (Budapest, 1º marzo 1941 – Budapest, 10 aprile 2014) è stato un pallanuotista e nuotatore ungherese, vincitore di una medaglia d'oro alle olimpiadi di Tokyo 1964 e due medaglie d'argento a Città del Messico 1968 e Roma 1960.